# Relaciones Etiopía-Japón
Las relaciones entre Etiopía y Japón son las relaciones internacionales entre Etiopía y Japón . Ambos eran naciones con una historia antigua que rechazaron exitosamente los avances militares europeos para dominarlos, Etiopía en la Batalla de Adwa y Japón en la Batalla de Tsushima, y como resultado ambas naciones se consideraron aliadas potenciales antes de la Segunda Guerra Mundial.

## Relaciones de Preguerra

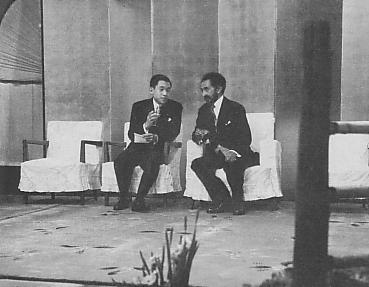
Encuentro entre el Emperador Haile Selassie de Etiopía y el príncipe heredero Japonés Akihito en noviembre de 1955.

Ambos países firmaron un Tratado de Amistad y Comercio en 1930. Al año siguiente, Etiopía se acercó a su potencial aliado asiático cuando el ministro de Asuntos Exteriores etíope Heruy Welde Sellase visitó Japón en 1931, dramatizando los posibles beneficios -económicos y militares- de la cooperación entre los dos países. Fue recibido muy cordialmente tanto por funcionarios del gobierno como por el pueblo de Japón. En particular, los ultranacionalistas japoneses, que deseaban liderar una alianza de los "pueblos de color" del mundo, creían que Etiopía desempeñaría un papel crucial en esa alianza. Posteriormente, Heruy escribió sobre su visita a Japón en su libro, Mahidere Birhan: Hagre Japan (en amhárico: "El documento de Japón"), en el que expone su creencia de que Etiopía y Japón comparten una serie de similitudes, y deben estar más conscientes el uno del otro; Dicho esto, reconoció que Japón era el más próspero de los dos y se había modernizado con mayor éxito. El éxito de esta visita fuera de Etiopía está atestiguado por los rumores contemporáneos de que el Príncipe Heredero de Etiopía se casaría con una princesa de la familia imperial japonesa. En 1932 el emperador Selassie envió dos leones al emperador Hirohito, los cuales fueron colocados en el Zoológico de Ueno el 2 de diciembre.  
En 1934, dos cañoneras japonesas visitaron Yibuti, la principal puerta marítima a Etiopía, y ese mismo año el gobierno japonés envió a Tsuchida Yutaka a una visita de inspección a Etiopía. Aunque deseoso de proteger la independencia de Etiopía de las depredaciones del Reino Unido, Francia e Italia, y optimista sobre las oportunidades comerciales, Tsuchida sintió que Japón, lejos de Etiopía, no podría tener un efecto sobre las ambiciones imperialistas allí. 
Sin embargo, en vísperas de la Segunda Guerra Italo-Etíope, cuando Etiopía más necesitaba ayuda japonesa, el gobierno japonés decidió apoyar a su aliado del Eje , Italia . El 16 de julio de 1935, el embajador japonés en Italia, Dr. Sugimura Yotaro, aseguró a Benito Mussolini que su país no tenía intereses políticos en Etiopía y se mantendría neutral en la próxima guerra de Italia. Sus comentarios provocaron furor dentro de Japón, donde había una afinidad popular por el Imperio africano. A pesar de la opinión popular, cuando Etiopía se acercó a Japón en busca de ayuda el 2 de agosto, se les denegó por completo: incluso se negó una modesta solicitud al gobierno japonés para que declarara oficialmente su apoyo a Etiopía en el conflicto que se avecinaba.

## Relaciones de Posguerra
En 1955, Japón y Etiopía restablecieron las relaciones diplomáticas, y tres años más tarde intercambiaron embajadores. 
En 1956, el Emperador Haile Selassie visitó Japón, donde fue recibido por el Emperador Hirohito, nuevamente realizaría una segunda visita en 1970. Al igual Akihito y su esposa Michiko visitaron Etiopía en 1960.

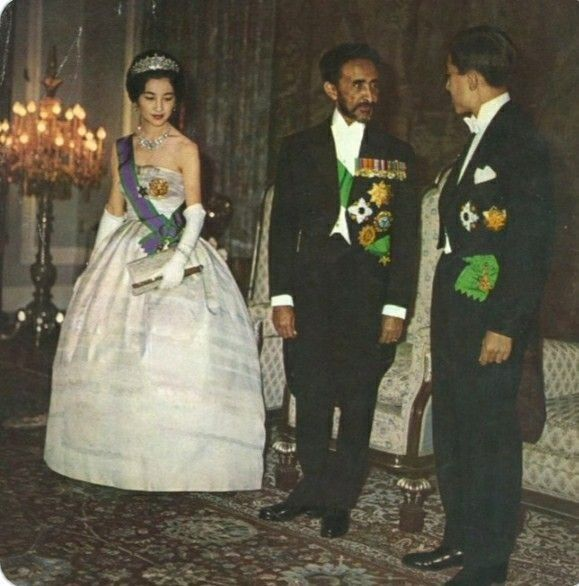
El emperador Selassie con el príncipe Akihito y su esposa.

Hasta la revolución etíope de 1974, los inversores japoneses desempeñaron un papel importante en la industria textil etíope, después de lo cual sus posesiones fueron nacionalizadas . Durante 1982 y 1983, el gobierno etíope resolvió las reclamaciones hechas por japoneses y otros ciudadanos extranjeros sobre la pérdida de sus inversiones. Después de la caída del Derg , la inversión japonesa y la ayuda extranjera se restablecieron en Etiopía. El Ministro de Asuntos Exteriores de Etiopía Seyoum Mesfin visitó Japón en 1992, y en 1996 el Primer Ministro Meles Zenawi también hizo una visita formal a Japón. A cambio, la ministra de Asuntos Exteriores de Japón, Yoriko Kawaguchi, visitó Etiopía en 2002.
- Datos: Q3424122
- Multimedia: Relations of Ethiopia and Japan / Q3424122